# Cratere Zhu Shuzhen
Zhu Shuzhen  è un cratere sulla superficie di Venere. Deve il suo nome a Zhu Shuzhen (朱淑真T), poetessa cinese della dinastia Song.